# Бењ
Бењ (фр. Baignes) насеље је и општина у источној Француској у региону Франш-Конте, у департману Горња Саона која припада префектури Везул.
По подацима из 2011. године у општини је живело 80 становника, а густина насељености је износила 27,87 становника/km². Општина се простире на површини од 2,87 km². Налази се на средњој надморској висини од 223 метара (максималној 378 m, а минималној 219 m).

## Демографија
| 1962. | 1968. | 1975. | 1982. | 1990. | 1999. | 2011. |
| ----- | ----- | ----- | ----- | ----- | ----- | ----- |
| 93    | 113   | 91    | 96    | 112   | 93    | 80    |

График промене броја становника у току последњих година